# Мати Земля
«Мати Земля» (англ. Mother Earth) — науково-фантастичне оповідання американського письменника Айзека Азімова, вперше опубліковане у травні 1949 журналом Astounding Science Fiction. Увійшло до збірки «Ранній Азімов» (1972).
Події в цьому творі передують подіям роману «Сталеві печери».

## Сюжет
Наростають протиріччя між Землею та світами космітів — 50-ма планетами колонізованими людьми. Земля потерпає від перенаселеності та недостачі продовольства, через нездатність ввести контроль народжуваності та дозволити використання позитронних роботів на виробництві. Світи спейсерів, очолювані Авророю, є високотехнологічно розвинутими з нечисленним населенням, яке провадить жорстку расову політику, щоб обмежити міграцію з Землі. Спейсери фактично закрили землянам доступ до високих технологій для колонізації інших планет, оскільки вважають, що всі кращі риси людей тепер притаманні тільки їм. Хоча земляни і не мають бажання прикладати зусиль для колонізації, надіючись на примарну можливість міграції в високорозвинуті світи спейсерів.
Перспектива розвитку Землі виглядає непривабливо, але не для земного історика Едварда Філда, який разом з урядовцем Луїсом Морено, розробляють «Проєкт Pacific». До політиків «Зовнішніх світів» доходять чутки про цей проєкт, і вони розцінюють це як розробку таємної зброї для війни зі спейсерами. Влада у світах спейсерів стає авторитарною, а будь-яка опозиція, що співчуває Землі, піддається переслідуванню.
Потім Земля гасить виниклі суперечки між зовнішніми світами своєю зухвалою політичною заявою, після чого розпочинається її економічна блокада. Після арешту перших спейсерських контабандистів, розпочинаються бойові дії і Земля поспішно капітулює. За умовами капітуляції, землянам заборонено покидати межі Сонячної системи, також спейсери переривають усіляке спілкування з землянами.
Насамкінець, журналістові, який пропагував політику дружби зі спейсерами, пропонують посаду президента Землі і розкривають деталі «Проєкту Pacific». Єдиною перспективою для людей колонізувати увесь всесвіт, був варіант прискорити мирний занепад цивілізації спейсерів за рахунок припинення підтримки сільськогосподарськими товарами з Землі, оскільки спейсери в силу своєї расової політики не бажали прилаштовуватись до життя на колонізованих планетах.
Після занепаду їхніх цивілізацій, земляни повинні розселитись у всесвіті без надії на підтримку з Землі і утворити Другу Галактичну імперію, стабільнішу, ніж попередня.